# Hippomenella avicularis
Hippomenella avicularis is een mosdiertjessoort uit de familie van de Romancheinidae. De wetenschappelijke naam van de soort is voor het eerst geldig gepubliceerd in 1926 door Livingstone.